# Intel 4004
Intel 4004 je 4bitový mikroprocesor, který byl uveden na trh 15. listopadu 1971 firmou Intel. Byl prvním obchodně úspěšným mikroprocesorem.

## Historie a popis
Intel 4004 vznikl v rámci plnění zakázky na výrobu původně 12 čipů pro japonského výrobce kalkulátorů Busicom. Tvůrci jeho návrhu od roku 1969 ze strany Intelu byli Stan Mazor, Ted Hoff (myšlenka integrovat funkce dvanácti obvodů do jednoho) a Federico Faggin a z japonské firmy Masatoshi Shima.
Marcian „Ted“ Hoff, jenž konstruktérem čipů nebyl, navrhl koncept architektury pro čip MCS-4 v roce 1969, avšak sám se na konstrukci a vývoji tohoto čipu nepodílel. Konstrukce čipu byla zahájena později, a to v dubnu 1970, kdy pro Intel začal jako vedoucí projektu a konstruktér řady MCS-4 pracovat italský fyzik Federico Faggin.
Faggin byl prvním konstruktérem čipů, kterému se v letech 1970–1971 podařilo integrovat CPU do jediného čipu (první mikroprocesor na světě). Faggin přešel do Intelu z firmy Fairchild Semiconductor, kde v roce 1968 vyvinul původní technologii křemíkového hradla (což je technologie, která v budoucnu mikroprocesor umožní) a kde také vytvořil světově prvý komerční integrovaný obvod pracující na principu křemíkového hradla: Fairchild 3708.
Ve firmě Intel Faggin vytvořil zcela novou konstrukční metodologii pro křemíková hradla a byl rovněž autorem mnoha zásadních vynálezů, které vytvoření prvého mikroprocesoru v jediném čipu umožnily.
Fagginovi s vývojem MCS-4 pomohl bez jakékoliv předcházející zkušenosti s navrhováním čipů softwarový a logický inženýr Masatoshi Shima z firmy Busicom, který se později stal jeho spolupracovníkem ve společnosti Zilog, první společnosti věnující se výhradně mikroprocesorům, založené Federicem Fagginem a Ralphem Ungermannem koncem roku 1974. Faggin a Shima společně vyvinuli mikroprocesor Z80, který se vyrábí dodnes.
Zakladatel a vedoucí muž Intelu Robert Noyce záhy pro svoji firmu odkoupil veškerá práva na nový výrobek od Busicomu za 60 000 $ zpět, čímž podle mnohých udělal obchod století. Mikroprocesor zaznamenal úspěch hlavně díky programové univerzálnosti.

## Technická specifikace

Zapojení vývodů procesoru.

- Mikroprocesor byl dodáván v pouzdře CERDIP se 16 vývody.
- Obsahoval 2 300 tranzistorů vyráběných technologií PMOS se sílou čáry 10 μm.
- Napájecí napětí 15 V.
- Maximální taktovací frekvence je 750 kHz. Tato hodnota se objevuje ve všech technických specifikacích procesoru, avšak později se z neznámého důvodu vžila hodnota 108 kHz. Číslo 10,8 je však doba jednoho instrukčního cyklu v mikrosekundách.
- Instrukční sada obsahuje 45 instrukcí, z toho 40 o délce 8 bitů a 5 o délce 16 bitů.
- Sada registrů obsahuje 16 registrů po 4 bitech.
- Tříúrovňový podprogramový zásobník
- Oddělení pamětí pro data (640 B) a programy (4 KiB) bylo znakem Harvardské architektury.
- Používá jednu čtyřbitovou multiplexorovou sběrnici pro přenos instrukcí, dat a 12bitových adres.
- 0,07 MIPS.
- Jeden z prvních komerčních mikroprocesorů (viz Čtyři fáze systému AL1, F14 CADC).
- Původně vyvinut pro použití v kalkulačkách Busicom.

## Mikroarchitektura a pinové vývody
|  |  |  |

## MCS-4 řada
- 4004 – CPU
- 4001 – ROM a 4bitový port
- 4002 – RAM a 4bitový port
- 4003 – 10 Bit Shift Register
- 4008 – paměť + I/O rozhraní
- 4009 – paměť + I/O rozhraní

## Sběratelství
Intel 4004 je jeden z nejhledanějších sběratelských CPU. Nejcennější jsou 4004 ve zlaté a bílé barvě. V roce 2004 se jejich cena pohybovala kolem 400 amerických dolarů. Jiné verze se prodávají za cenu okolo 250 dolarů.

## Patenty
- US Patent 3,753,011 14. srpna, 1973. Faggin, Federico: (Power supply settable bi-stable circuit).
- US Patent 3,821,715 28. června, 1974. Hoff, Marcian; Mazor, Stanley; Faggin, Federico: Paměťový systém pro více čipové digitální počítače (Memory system for multi-chip digital computer).